# DCS Amethyst
Die DCS Amethyst ist ein 2003/04 gebautes Flusskreuzfahrtschiff, das durch den Reiseveranstalter DCS Touristik für Flusskreuzfahrten auf der Donau eingesetzt wird.

## Geschichte
Die DCS Amethyst war das viertgebaute von insgesamt sechs fast baugleichen Fluss-Kreuzfahrtschiffen, das als Kapitalanlageprojekt von der Premicon AG bei der Nobiskrug-Schiffswerft in Rendsburg in Auftrag gegeben wurde. Das Kommanditkapital betrug rund 8 Mio. Euro – das Investitionsvolumen von Kapitalanlegern lag bei rund 7 Mio. Euro. Das Schiff wurde individuell nach den Wünschen des ersten Chartnehmers, der Schweizer Globus-Cosmos-Gruppe ausgestattet und lackiert. Die Bauwerft übergab das fertiggestellte Schiff im April 2004 an den Auftraggeber. Am 6. Mai fand in Mainz die Taufe auf den Namen Artistry statt – Taufpatin war Gemma Albek, die Tochter des Reiseveranstalters. Der Chartervertrag wurde 2010 von Globus trotz zweijähriger Option nicht mehr verlängert. Seit 2011 besteht ein Beförderungsvertrag mit dem Nagler Reiseveranstalter DCS Touristik der bis 2014 läuft. Das Schiff wurde Anfang 2011 umlackiert und in DCS Amethyst umbenannt.

## Ausstattung

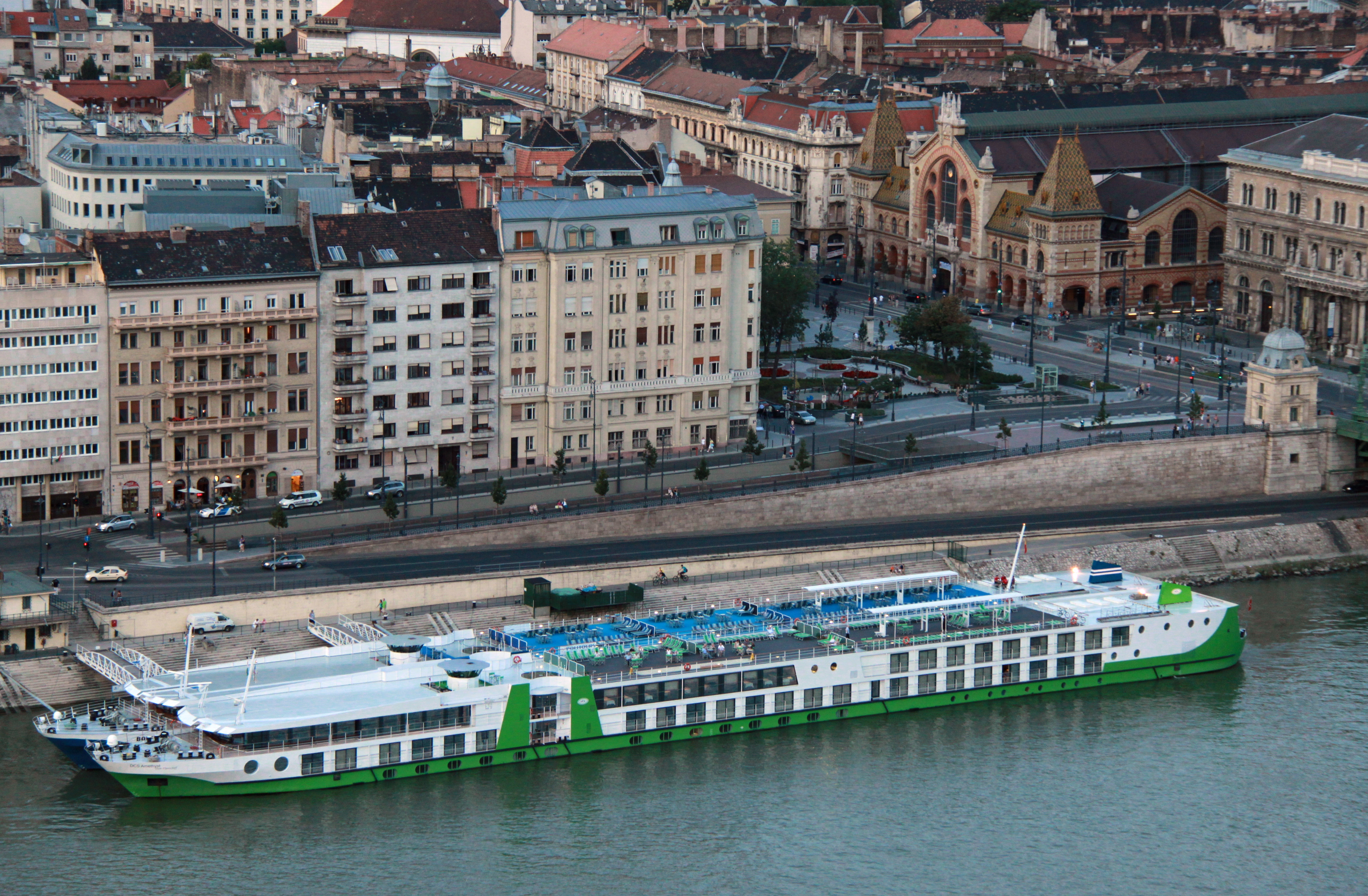
Mit ihrem Schwesterschiff Bolero in Budapest

Die DCS Amethyst ist ein Vierdeck-Kabinenschiff der 4-Sterne-Kategorie mit 87 Doppelkabinen à 15 m² und zwei Suiten à 22 m². Die zur Geräuschdämmung mit Doppelwänden voneinander getrennten Kabinen sind klimatisiert und sind jeweils mit Radio, Sat-TV, Minibar, Safe und Telefon ausgestattet. Die Kabinen des Haupt- und Oberdecks haben einen französischen Balkon, im Unterdeck lassen sich die Fenster aus Sicherheitsgründen nicht öffnen.
Hinter dem Bugstrahlruderraum im Unterdeck liegen 28 Fahrgastkabinen, denen sich ein Treppenaufgang zum Hauptdeck anschließt. Im Hinterschiff befinden sich Versorgungs- und Lagerräume sowie die 24 Mannschaftskabinen. Diesem schließen sich 44 Kabinen an, die durch die Eingangshalle getrennt in Bereiche von 12 und von 32 Einheiten aufgeteilt sind. Im Oberdeck befindet sich am Bug die Lounge mit Bar, an die sich das Café anschließt. Im Mittelschiff liegt das Restaurant mit 172 Plätzen, dem sich achtern die Küche sowie 17 Kabinen anschließen. Auf dem hinter dem Führerhaus beginnenden Sonnendeck stehen den Fahrgästen Liegestühle und Sitzgruppen zur Verfügung. Die DCS Amethyst verfügt über keine Aufzüge oder Treppenlifte und ist deshalb für gehbehinderte Fahrgäste nicht geeignet.

## Technik

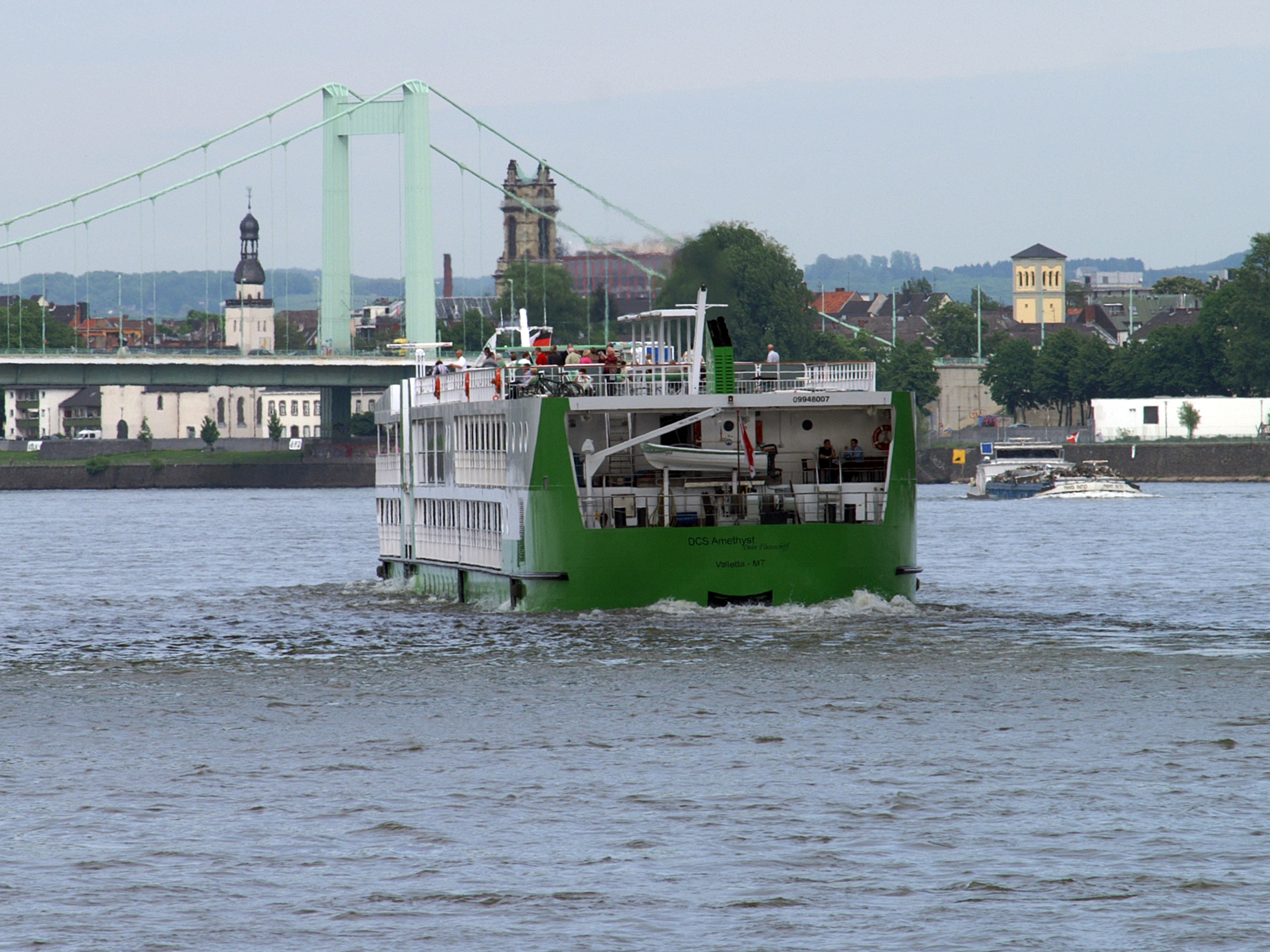
Heckansicht

Das Schiff wird von zwei 16-Zylinder-Dieselmotoren à 800 kW des Typs MTU-16V 2000 M60 über zwei Schottel-Ruderpropeller angetrieben, zusätzlich verfügt sie über ein Bugstrahlruder. Das Schiff ist 127,30 m lang und 11,40 m breit. Der Tiefgang wird bei Normallast mit 1,50 m und bei Volllast mit 2,05 m angegeben.